# Dichopogon fimbriatus
Dichopogon fimbriatus är en sparrisväxtart som först beskrevs av Robert Brown, och fick sitt nu gällande namn av James Francis Macbride. Dichopogon fimbriatus ingår i släktet Dichopogon och familjen sparrisväxter. Inga underarter finns listade i Catalogue of Life.